# Sophie de Saxa-Weimar-Eisenach (1911-1988)
Prințesa Sophie Louise de Saxa-Weimar-Eisenach (20 martie 1911 – 21 noiembrie 1988) a fost prințesă a Casei de Saxa-Weimar-Eisenach. S-a născut la Weimar și a fost primul copil și singura fiică a Marelui Duce Wilhelm Ernest de Saxa-Weimar-Eisenach și a celei de-a doua soții, Prințesa Feodora de Saxa-Meiningen.
Ca rudă a reginei Wilhelmina a Țărilor de Jos, Sophie a fost invitată în 1937 la nunta fiicei ei, Prințesa Moștenitoare Juliana, ca domnișoară de onoare. Sophie a fost implicată într-un scandal diplomatic după ce pașaportul ei și a altor două prințese germane au fost reținute de către guvernul nazist. Deși pașapoartele au fost eliberate mai târziu, Sophie a renunțat în ultimul moment să mai participe. În 1938, Sophie s-a căsătorit cu Friedrich Günther, Prinț de Schwarzburg, însă cuplul a divorțat până la sfârșitul anului.